# Redakteur

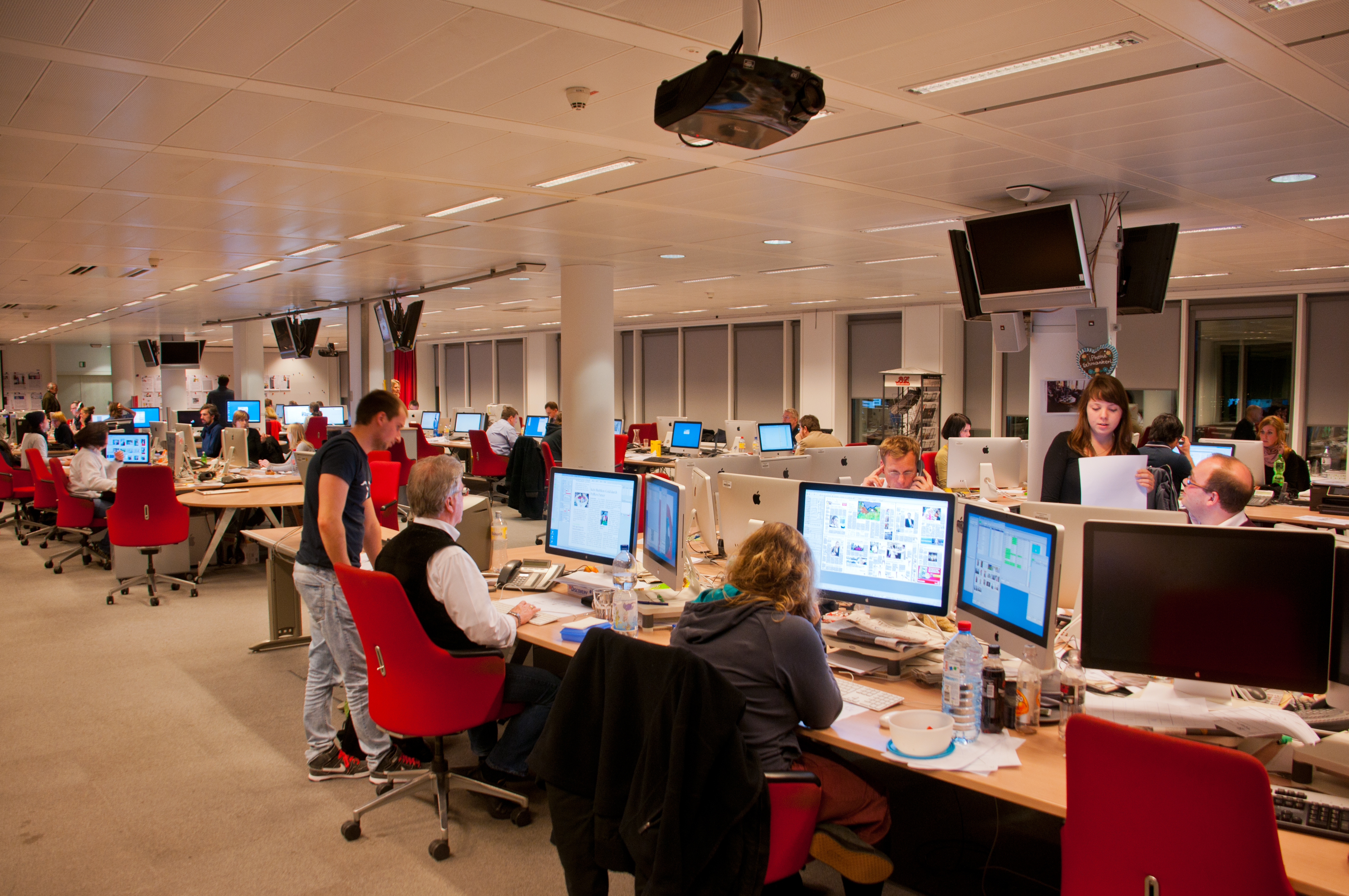
Redakteure bei der Arbeit (Bildredaktion „Die Welt“, 2012)

Ein Redakteur (von lateinisch redigere ‚zurückführen‘, ‚in Ordnung bringen‘; 2. Partizip redactum; in der Schweiz und im wissenschaftlichen Editionswesen auch Redaktor) ist ein Mitarbeiter in Presse, Hörfunk, Fernsehen, Internet oder anderen Medien, der innerhalb der Redaktion redaktionelle Aufgaben übernimmt. Oft handelt es sich um einen Journalisten, der Texte redigiert oder auch selbst schreibt. Im Rundfunk, zum Beispiel der Hörspielredaktion, ähnelt seine Arbeit der eines Lektors. Oft ist der Redakteur für ein bestimmtes Sachgebiet, ein Ressort, zuständig. Arbeitsrechtlich kann ein Redakteur ein fest angestellter Journalist sein, üblich ist in vielen Verlagen allerdings die Beschäftigung in freier Mitarbeit. Typisch für den öffentlich-rechtlichen Rundfunk ist die Beschäftigung als arbeitnehmerähnliche Person. Er muss sich an die publizistische und politische Leitlinie des Mediums halten, die vom Verleger vorgegeben wurde.
Verantwortlich für die Ressorts, etwa die klassischen wie Politik, Kultur, Lokales sowie Wirtschaft und Sport, ist der Ressortleiter; ihm unterstellt sind mehrere Redakteure. Verantwortlich für die gesamte Redaktion ist der Chefredakteur bzw. Programmdirektor. Bei vielen Zeitungsverlagen werden überregionale Sachgebiete in einer Mantelredaktion zusammengefasst. Eine relativ neue Organisationsform ist der Newsdesk: In einem Großraumbüro sitzen Redakteure, die unterschiedliche Themenbereiche verantworten und die entsprechenden Beiträge und Seiten planen. Die Deskredakteure koordinieren dabei zumeist auch den Einsatz von Reportern und Lokaljournalisten. Häufig arbeiten Redakteure crossmedial, d. h., neben der Printausgabe produzieren sie auch für die Online- und Mobil-Version des Titels.

## Aufgabe
Die Aufgabe des Redakteurs ist es, aus der Fülle an Informationen, die in die Redaktion gelangen (Beiträge von Korrespondenten, Journalisten, Volontären und freien Mitarbeitern, Meldungen von Nachrichtenagenturen, Pressestellen oder aus sozialen Medien), die für Leser, Zuhörer oder Zuschauer interessanten und bedeutsamen Beiträge herauszufiltern und für die nächste Printausgabe, die nächste Sendung (Hörfunk, Fernsehen) oder fortlaufend für das Internet aufzubereiten. Hierbei muss vor allem die Zielgruppe der Publikation im Vordergrund stehen und herausgearbeitet werden, welche Berichte oder Nachrichten für diese von Interesse sind. Er akquiriert auch Fotos, Infografiken, Karikaturen sowie audiovisuelles Material für sein Ressort. Ein Redakteur recherchiert auch selbst telefonisch, in Bibliotheken, im Internet oder an Orten aktuellen Geschehens, führt Besprechungen und Interviews und schreibt daraufhin eigene Artikel für sein Ressort. Grundsätzlich gelten die drei Eckpfeiler der Nachricht: neu – wichtig – interessant. Nicht selbst geschriebene Texte werden redigiert (siehe Redaktion, daher stammt auch die Bezeichnung Redakteur). Hat bei den Printmedien vor Jahren der Setzer die Seiten der Zeitung noch mit bleiernen Lettern gesetzt, so ist heute durch die Computertechnik die Gestaltung (das Layout) der Seiten häufig Aufgabe der Redakteure, außerdem sind sie für die Formulierungen der Überschriften und Bildunterschriften, so genannte Kurztexte, zuständig. Der Redakteur arbeitet auch in Entwicklungscrews im Rahmen einer Konzeptentwicklung für neue Publikationen (Print und Online) oder Hör- und Fernsehsendungen mit.

### Fernseh-Redaktion
In großen Fernsehsendern kann es auch andere Strukturen oberhalb der Redaktionsebene geben: Programmgruppen oder Programmbereiche anstelle der Ressorts. Der Planungsredakteur (Planer) und der Redakteur vom Dienst (RvD) sind morgens die Ersten in der Redaktion. Der Planer bewertet die Meldungslage, recherchiert Themen an und schickt die Redakteure oder Reporter zum Ort des Geschehens. Der Chef vom Dienst (CvD) verantwortet alle Nachrichten beziehungsweise Sendungen des Tages und ist für die inhaltliche Gestaltung der Hauptausgabe zuständig. Die Redakteure erhalten von der Disposition ein Filmteam (EB-Team). Sie besprechen mit dem Kameramann den redaktionellen Inhalt und die Möglichkeiten der Umsetzbarkeit in Bilder. Der Fernsehredakteur beherrscht Grundkenntnisse der Kameraarbeit und die des meist digitalen Bildschnittes. Im Gegensatz zu den Printmedien und Hörfunk muss der Fernsehredakteur in Bildern denken. Jeder Fernsehbeitrag ist eine Zusammenarbeit des Redakteurs mit dem Kameramann, EB-Techniker und dem Editor. In einigen Redaktionen ist es üblich, dass der Redakteur den Text (Off-Text) für seinen Beitrag selbst spricht.

### Abgrenzung
Nicht zu verwechseln ist das Berufsbild eines Redakteurs mit dem des technischen Redakteurs.
Zudem grenzt er sich im Journalismus ab zu den Aufgaben eines Reporters, der direkt vor Ort Informationen beschafft und sich maßgeblich um seinen eigenen Beitrag kümmert, während der Redakteur die Themen- und Nachrichtenlage sowie das gesamte Medienprodukt im Auge behält.

### Redigieren
Redigieren ist der Oberbegriff für jene journalistischen Tätigkeiten, die darauf abzielen, aus dem eingegangenen Material eine inhaltliche und formale Einheit zu gestalten. Redigieren steht für Auswählen, Bearbeiten und Präsentieren des Stoffes in der dem Medium entsprechenden Form. Mit dem Redigieren (der Redigatur) wird auf das Wesentliche reduziert, Texte werden verständlich gemacht und auf die Zielgruppe zugeschnitten; es entsteht als Endergebnis das Redigat. Dabei werden folgende Verbesserungen angestrebt:
- inhaltlich: Richtigkeit der Fakten, Sinn
- formal: Aufbau, Rechtschreibung, Grammatik, Zeichensetzung
- sprachlich-stilistisch: Wortwahl, Verständlichkeit

und im Online-Bereich zusätzlich:
- Zusammenhänge erstellen
- Links als Bereicherung einbauen

Redigieren ist mehr als die Überprüfung von Rechtschreibung und Grammatik. Im richtigen Redigieren finden sich von der Planung über die Recherche und das Schreiben bis hin zum Einpassen von Texten in das Layout alle Tätigkeiten der Journalisten wieder. Die Qualität eines Textes hängt ganz entscheidend von einem sorgfältigen und professionell durchgeführten Korrekturprozess ab. Auch er bestimmt die Glaubwürdigkeit. Idealerweise sollte das Redigieren in jeder Online-Redaktion eine fest etablierte Arbeitstechnik sein. Es hat sich in den Online-Redaktionen die Praxis eingebürgert, dass zuerst publiziert wird, um nachträglich die Texte zu korrigieren. Diese Vorgehensweise setzt auf Aktualität und spart wertvolle Zeit, jedoch wird die Glaubwürdigkeit des Textes in den Hintergrund gestellt. Viele halb-professionelle oder PR-orientierte Quellen, wie beispielsweise Vereine, Verbände und Parteien, würden viel Redigier-Kompetenz erfordern, die aber oftmals nicht vorhanden ist. Eine Studie über Medieninhalte ergab, dass nur 57,2 % der Befragten die Richtigkeit des Inhalts prüften. Erschwerend kommt noch hinzu, dass selbst bei der Prüfung der Rechtschreibung aufgrund der neuen amtlichen Regelungen große Unsicherheit herrscht. Redigieren ist ferner der Fachbegriff für die inhaltliche und sprachliche Überarbeitung eines Textes in der Zeitung. Diese Überarbeitung findet in der Redaktion statt.
Sechs Aspekte, die beim Redigieren zu beachten sind:
1. Inhalt: Richtigkeit der Fakten, Argumentation, Logik
2. Struktur: Darstellungsform, Dramaturgie
3. Stil: Angemessenheit des Tons, Verständlichkeit von Begriffen, Satzlänge
4. Sprache: Orthographie, Grammatik
5. Layout: Kürzungen, Absätze
6. Duktus: Schreibstil des „Hauses“

Gleichzeitig auf alle sechs Gesichtspunkte zu achten ist schwierig. Dem Korrektor ist mitzuteilen, welche Aspekte er vorwiegend berücksichtigen soll. Außerdem sollte ihm die Zielgruppe und Aussageabsicht des Textes bekannt sein. In manchen Fällen ist es zudem sinnvoll, dem Korrektor zusätzlich Material wie Quellen oder Textvorlagen zur Verfügung zu stellen. Aus diesem Grund ist eine zielgerichtete Kommunikation für jeden erfolgreichen Korrekturprozess absolut notwendig. Um das rechtzeitige Erscheinen des Artikels zu gewährleisten, muss dem Korrektor ein Zeitlimit gesetzt werden. Dabei ist zu beachten, dass ihm genügend Zeit für eine sorgfältige Prüfung eingeräumt wird. Sind zu viele Personen im Korrekturprozess einbezogen, wird die Arbeit ineffizient.
Damit der Korrekturprozess möglichst effektiv und zeitsparend abläuft, sollten die geeigneten Korrektoren je nach Problemstellung oder Thema des Artikels ausgewählt werden. Die Kontrollinstanz variiert von Redaktion zu Redaktion, jedoch kommen üblicherweise folgende vier Rollen in Frage:
- Redakteure
- Redakteure mit besonderer Funktion oder Position in der Redaktion (Textchef, Leiter)
- Redakteure mit besonderen Fähigkeiten (Sachkompetenz, journalistische Erfahrung)
- Im Online-Bereich wird das Redigieren oft nach außen gegeben (Trend zur Dezentralisierung ist erkennbar)

Das Redigieren von Beiträgen eines freien Mitarbeiters ohne Rücksprache kann gegen sein Urheberrecht verstoßen und Schadensersatzansprüche auslösen, wenn die Änderungen nicht nur unerheblich sind.

## Situation in Deutschland
Redakteur ist keine geschützte Berufsbezeichnung, aber ein Berufsbild. Der Redakteur ist in der Regel angestellt und übernimmt innerhalb einer Redaktion festgelegte Aufgaben, hat aber üblicherweise gewisse Freiheiten, Texte oder Beiträge zu bestellen oder anzufertigen. Diese werden von ihm bearbeitet und gegenüber der Redaktion verantwortet. Der Berufseinstieg führt in der Regel über ein Volontariat oder den Besuch einer Journalistenschule zu freien Tätigkeiten, die gegebenenfalls zu einer Anstellung oder einem Zeit- oder Projektvertrag führen.
Wenn nach Tarifvertrag bezahlt wird, erhält der Redakteur ein Festgehalt, der Mindestsatz wird im Gehaltstarifvertrag festgelegt. Er gilt jedoch nur, wenn Arbeitgeber und Arbeitnehmer tarifgebunden sind. Der Manteltarifvertrag regelt Dauer der Arbeitszeit, Urlaubsanspruch, Altersversorgung und anderes.
Die Geschichte der Presse beginnt mit den Fuggerzeitungen, vgl. Hauptartikel Pressegeschichte. In Deutschland wurde 1933 das Schriftleitergesetz erlassen, siehe auch Geschichte der Presse im Nationalsozialismus.